# 池鹭
池鹭（学名：Ardeola bacchus），又名沙鹭、花洼子、交胪、鴈、中国池鹭、紫邬头、红毛鹭、沼鹭、围螺鹭、田牛奴、茭鸡，是鹭科池鷺屬的鸟类，分布於亞洲東部至東南部。

## 生态环境
池鹭系典型涉禽，喜活动于沼泽、稻田、鱼塘、湖泊河流的浅水处，在水中趟水行走觅食，栖息于竹林、树林的枝干中，有时三五只小群活动。

## 分布地域
池鹭分布于南亞至東亞以及东南亚地区，越冬在孟加拉、马来半岛和中南半岛、加里曼丹及安达曼群岛等，也有迷鸟见于日本、大中華地區的台湾和西藏。在大中華地區，分布在长江流域及以南地区，向北伸至青海、内蒙古、河北、陕西南部、吉林等地區。

## 特征

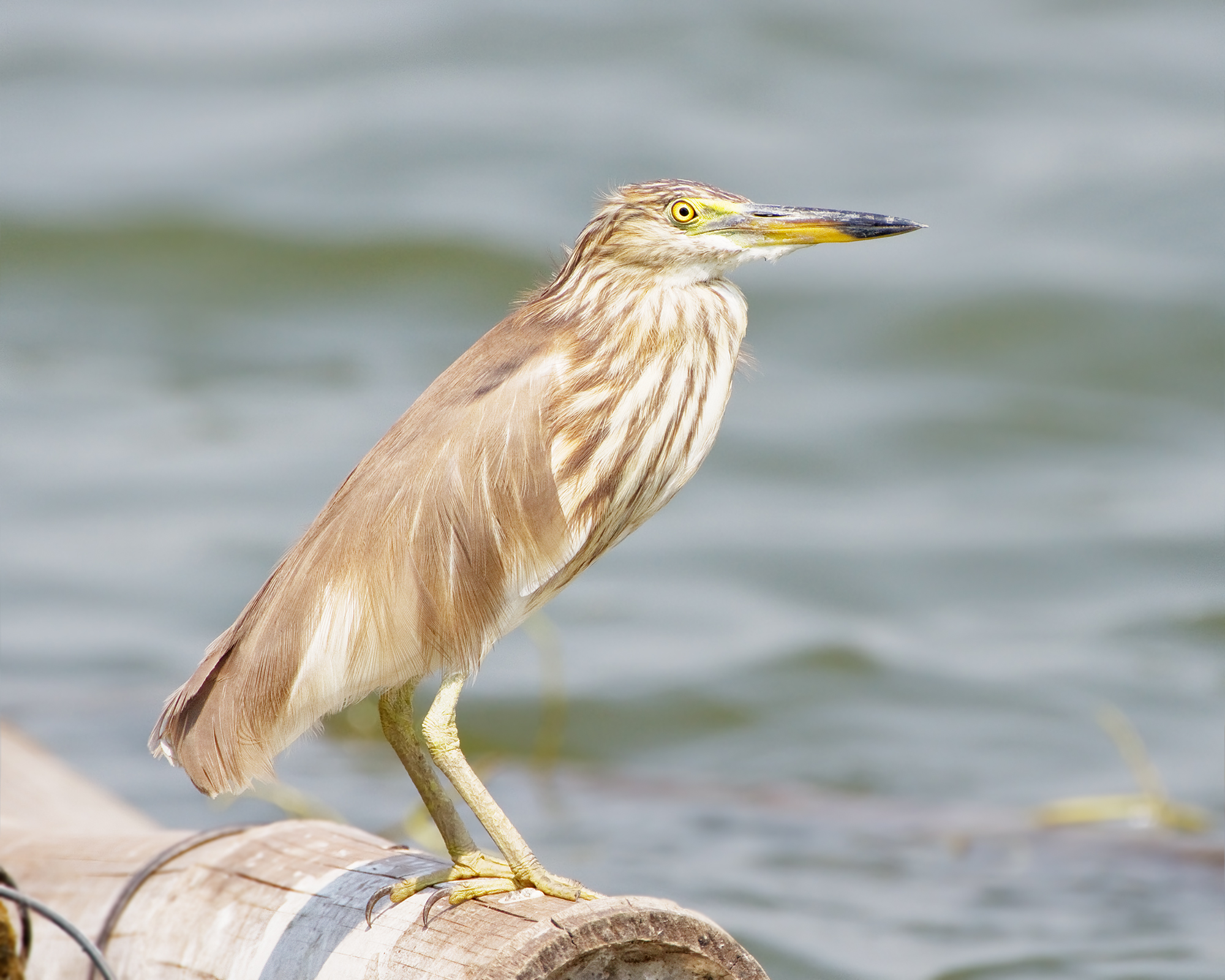
非繁殖羽

池鹭体型略小（约47厘米），翼白色，身体具褐色纵纹。雌雄鸟同色，雌鸟体形略小。繁殖羽的头、颈和胸栗红色，冠羽有几条羽毛端部呈分散状，延伸至背；背紫黑色，肩间有分散的蓝黑色蓑羽并向后伸至尾羽末端；喉部、腹部、两翼和尾上下皆白色。冬羽及亚成体鸟，头、颈、胸栗色偏浅与棕黄色纵纹相杂；无长冠羽和蓝黑色蓑羽；背、肩、三级飞羽暗棕褐色。飞翔时两翅和尾的白色与体背褐色对比鲜明，易于识别。喙为黄色，尖端黑。虹膜为金黄色。

## 食物
池鹭的食物有蜻蜓、毛虫、蝽象、蚂蟥，也有小鱼和虾蟹，亦會捕食小型鳥類。

## 繁殖与保护
池鹭常筑巢于阔叶树冠顶部，与其他水鸟混群营巢；窝卵数为3~6枚，卵蓝绿色，雌雄共孵，19~23天出雏，育雏期约30天。
本物种未列入濒危，但中医理论认为池鹭肉有解毒的功能，因此被利用，鼓励了人们对本物种的捕杀。近来由于环境污染和环境条件恶化，某些地方的种群数量明显减少。